# Fiat Uno
El Fiat Uno es un automóvil del segmento B producido por el fabricante de automóviles italiano Fiat. Se trata de un automóvil bicuerpo de 3 o 5 puertas que se fabricó durante tres generaciones. La primera de ellas se presentó en Italia en 1983, como substituto del Fiat 127 produciéndose en Italia hasta 1997. Es un automóvil que conjuga un diseño rectangular de líneas rectas con tipo cuña; y finalizado en estilo flecha. 
Este nuevo modelo del fabricante Turinés se presentó bajo la denominación comercial Sting el cual disponía, al igual que en Europa, de un equipamiento básico, el conocido y robusto motor de la Serie 100 Fiat de 45Cv, una caja de cambios de 4 relaciones adelante y retroceso y que junto a un chasis y suspensiones desarrollados para estos mercadosdarán un resultado exitoso durante décadas.  
Fiat, empezó a comercializar de manera conjunta un año después que en Europa, en Brasil, al junto otrora exitoso modelo local, del Fiat 147 fabricado en el país Carioca; manteniendo la producción el fabricante Italiano al Fiat Uno en sus diferentes versiones y diseños hasta 2021a la que se le denominará comercialmente como Fiat Uno CIAO. 
El modelo recibirá durante toda su oda comercial, diferentes re-estyling, tanto estéticos como mecánicos y de equipamiento, afectando este hecho a parte de su producción realizada en otros países de Sudamérica, como son los vehículos producidos en la planta de Fiat Ferreyra (Córdoba, Argentina), el cual lo fabricará entre el periodo de 1989 al 2000.
La segunda generación del Fiat Uno se presentó exclusivamente en Italia, y se conoció como gama SX. En esta generación, el Uno recibió un nuevo rediseño interior - exterior y un nuevo equipamiento,  presentando ligeras curvaturas en su rectilínea forma original la cual tomará como referencia a la reciente gama del Fiat Tempra, el cual posee un mejor coeficiente aerodinámico. Esta versión se produjo para abastecer al mercado Europeo (aunque algunas unidades se exportarían a Sudamérica) desde 1995, cuando fue reemplazado por el Fiat Punto de primera generación .
Finalmente, la tercera generación del Uno se presentó en 2013 en Brasil con el objetivo de comercializarse en Sudamérica. En este mercado, el Uno supo mantenerse vigente en su primera generación, aún después del lanzamiento del que se catalogó como su sucesor, el Fiat Palio, con el cual convivió. La tercera generación se produjo y se desarrolló a partir de la plataforma del Fiat Panda. Esta versión se colocó como entrada de gama y se vendió hasta 2017, cuando se produjo el lanzamiento del aún más económico Fiat Mobi. Sin embargo, en 2019 se retomó su producción y se relanzó como Fiat Uno Way a la vez que se posicionó como modelo intermedio entre el mencionado Mobi y el Fiat Argo.
Esta producción se mantuvo hasta 2022. Su producción finalizó con una serie especial y limitada denominada Fiat Uno Ciao!, lo cual deja entrever que su nuevo sucesor en el mercado de Sudamérica se podría llamar igual, ya que Ciao!, en italiano, significa Hola!.

## Historia
El Fiat Uno, con nombre en clave interna Proyecto 146, comenzó a desarrollarse en 1979 para lanzarse al mercado en 1983 reemplazando a los exitosos Fiat 127 y Fiat 147. Diseñado por Giugiaro-Italdesign, era un automóvil alto, de estructura cuadrada y con un bajo coeficiente aerodinámico (0,34) con gran espacio interior y motores económicos. Fue elegido Coche del Año en Europa en 1984 al vencer por estrecho margen al Peugeot 205 (su mayor competencia) y la segunda generación del Volkswagen Golf.
El Uno tenía carrocería tipo hatchback y estaba disponible en versiones de tres y cinco puertas. Además, el Uno tuvo en Sudamérica una variante berlina de dos puertas (Prêmio) y cuatro (Duna), una familiar de cinco puertas (Duna Weekend, también vendido en Europa como Innocenti Elba), una furgoneta (Fiorino) y un pickup (Fiorino PickUp o Premio PickUp en Venezuela).
Una característica notoria era el tener un único brazo limpiaparabrisas central en lugar de los dos tradicionales.
Solo en Europa se vendieron más de 6 millones del Uno de primera generación. En Brasil, su comercialización alcanzó los 3 millones de unidades vendidas, cesando la fabricación de la versión con nomenclatura 146 y 146E, en 2013, debido a las novedosas estrictas normas de seguridad, que se implantará a nivel legislativo, aprobandose la norma, de que todos los vehículos y modelos comercializados desde esta fecha deberán de disponer de un equipamiento obligatorio mínimo de serie, como son los frenos ABS, el doble airbag frontal y los cinturones pirotécnicos. (Desde el 01Enero 2014 ->)
A partir de esta fecha el Fiat Uno evolucionó, modernizará y se fabricará, bajo la nomenclatura 326; el cual seguirá la estela de su predecesor en cuanto a éxito de ventas. 

## Primera generación (146; 1983-2014)

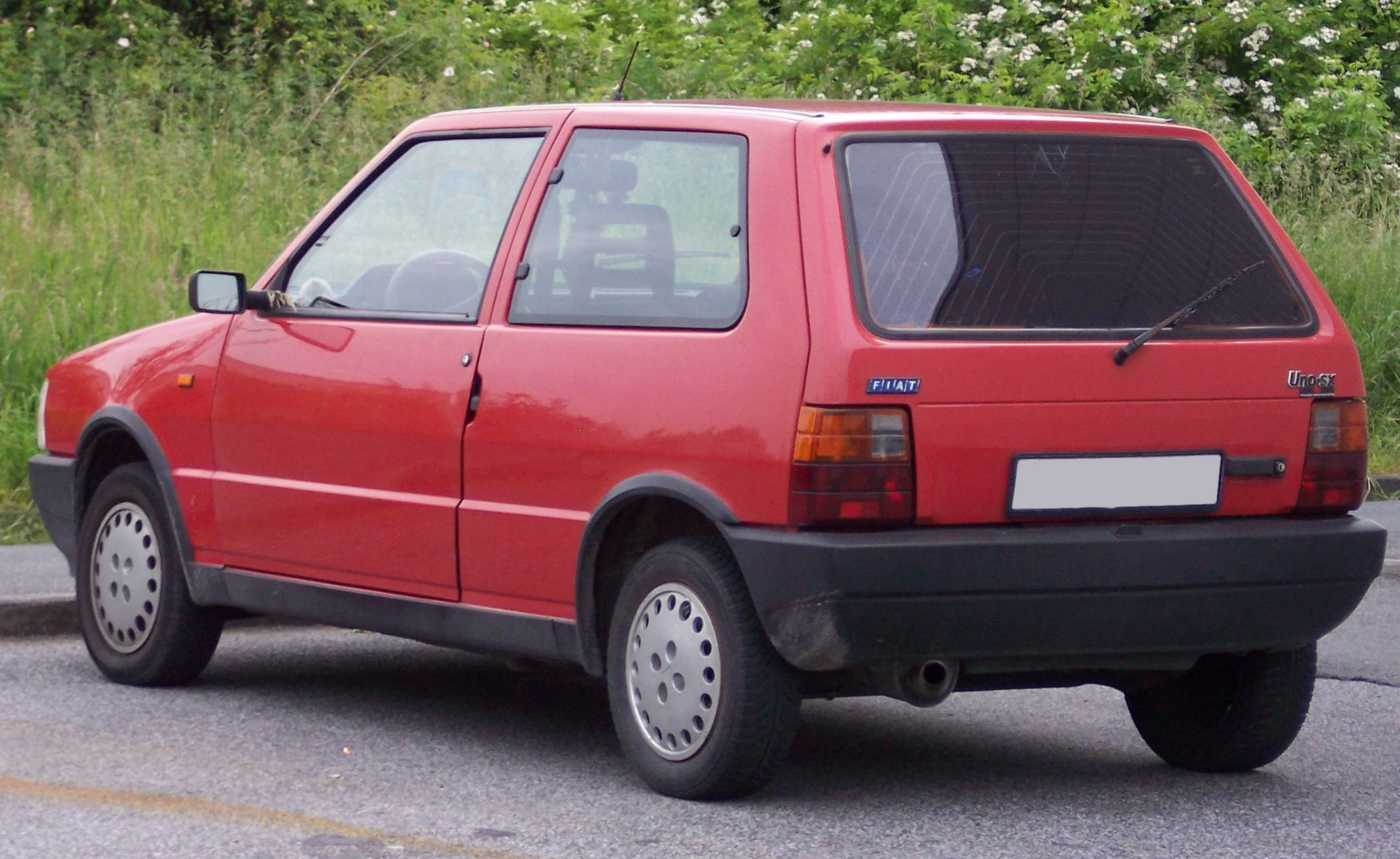
Fiat Uno 3 puertas. Vista tres cuartos trasera.

Inicialmente, el Uno se ofrecía con motores 0.9 OHV, 1.1 SOHC, 1.3 SOHC y 1.7 diésel.
En 1985, el nuevo 1.0 SOHC FIRE (Fully Integrated Robotised Engine) se ofrecía con una potencia de 45 cv y gran economía de combustible (4,4 L /100 km). También en 1985 se lanzó el deportivo Uno Turbo, con un motor 1.3 turboalimentado con una potencia máxima de 105 cv. El motor de la versión Turbo estaba dotado de un turbocompresor IHI con válvula wastegate e intercambiador aire-aire (intercooler). La inyección electrónica era un aspecto innovador en esa época para los vehículos de este segmento. El sistema elegido por Fiat fue el Bosch L2-Jetronic, que era comandado por un encendido Magneti Marelli. Esta misma versión evolucionó hasta llegar a desarrollar 118 cv (1989) antes de llegar la segunda generación del Fiat Uno. Equipaba un sistema de frenos ABS compaginado con un novedoso sistema antipatinamiento denominado AntiSkid por Fiat.

### 1989-1995

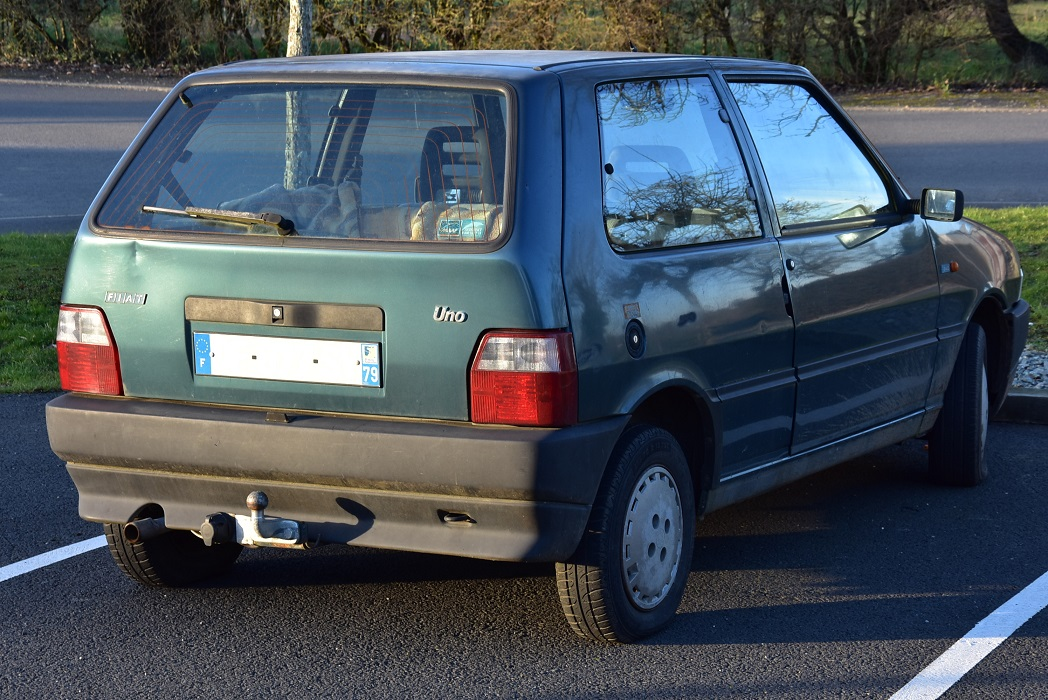
Fiat Uno 3p. fasa II, 1990

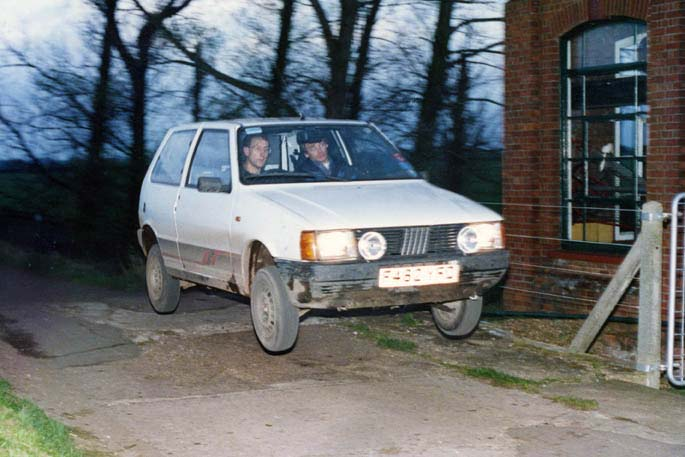
Fiat Uno 3 Puertas, primera serie, participando en un rally

En septiembre de 1990 el Uno recibió una reestilización importante. Mejoró su coeficiente aerodinámico hasta 0,30. El interior también se modificó y se hizo más ergonómico y funcional. El moderno motor Fire de reciente lanzamiento, en la primera versión, se revisó y se puso al día con un nuevo sistema de inyección monopunto (SPI) y catalizador, con un rendimiento de 45 caballos; se denominó FIRE 1.0 i.e. Lo mismo pasó con el 1.3, que se reemplazó por el nuevo motor 1.4 (compartido con sus hermanos mayores Fiat Tipo y Tempra), disponible en versión normalmente atmosférica tanto en carburación Weber como con (inyección multipunto MPI) para el Uno 70 y también en la versión turboalimentada denominada Uno Turbo i.e. El motor de la versión Turbo i.e. tenía un turbocompresor Garrett T2 con válvula wastegate e intercambiador aire-aire (intercooler) y radiador de aceite. La inyección electrónica se renovó mediante un sistema Bosch L3.1-Jetronic controlado por un encendido Magneti-Marelli Microplex-2 .Desarrollaba una potencia de 137 caballos y aceleraba de 0 a 100 km/h en 7,7 segundos.
Esta versión también contó con detalles interiores de serie tales como volante Momo y exteriores como llantas especiales de aleación ligera con el símbolo Abarth, embellecedores laterales y paragolpes especiales con faros antiniebla. Además se incorporaron opciones según el mercado de destino, tales como: sistema de control de frenado denominado Antiskid por la marca Fiat, el cual incorporaba un sistema antipatinamiento muy novedoso en su momento, (lo cual hoy parece que es una super novedad en modelos del nuevo milenio); compaginándolo con el sistema ABS(Antilock Brake System), asientos Recaro, lavafaros, techo solar, climatizador, cierre centralizado de puertas y elevalunas eléctricos, convirtiéndose así en el vehículo más equipado y veloz de este segmento. A partir de 1993 y debido a restricciones ambientales, la versión Turbo i.e. se comercializó en Chile con catalizador de tres vías y sensor de oxígeno, lo que le restó potencia a esta versión; (112 cv); y además se actualizó la carta de la inyección electrónica de combustible por la Bosch L3.2-Jetronic.

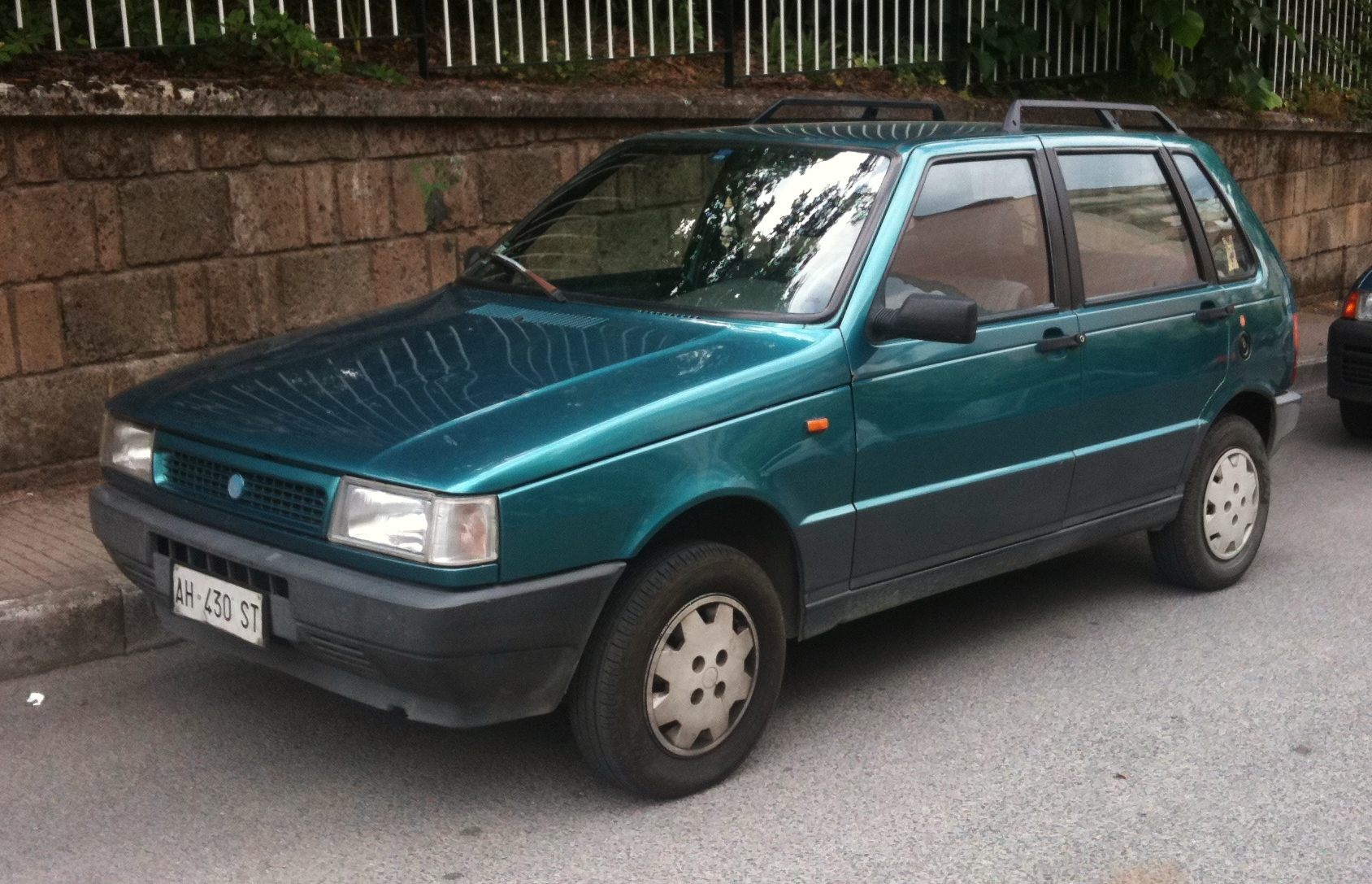
Innocenti Mille

La producción del Uno finalizó en Italia en el año 1995. Continuó vendiéndose hasta 1997 con la marca Innocenti, importado de Brasil (Innocenti Mille) y Polonia (Innocenti Mille Clip).

### 1995-2003
El Uno continuó a la venta en Sudamérica, pero como modelo de acceso a la marca y en versiones básicas ante la llegada del más moderno Fiat Palio. En Sudáfrica, el Uno fue ensamblado bajo licencia hasta el 2002.

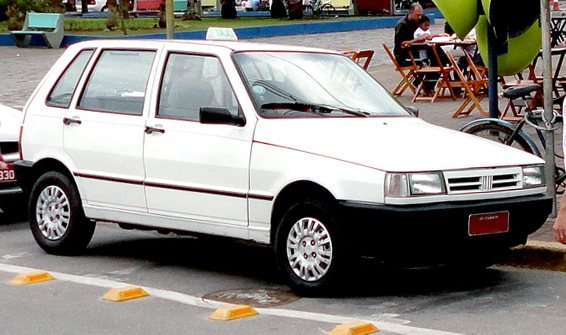
Fiat Uno brasileño.

### En Brasil
La producción en Brasil se inicia en agosto de 1984, en la fábrica de Fiat Betim, Minas Gerais, 8 años después del 147. Al inicio solo se vendía en versión 3 puertas, manteniendo las líneas del modelo italiano, aunque con una gran diferencia: el capó del Uno brasileño envuelve hasta parte de las aletas delanteras, para poder poner dentro del vano motor la rueda de repuesto, al igual que en el 147, para mejorar la capacidad del maletero y acomodar la suspensión propia del modelo brasileño.
Por la ubicación de la rueda de recambio en el vano motor, la entrada de aire del habitáculo debió ser trasladada del centro, como en el modelo original italiano, hacia el lado derecho, en una zona de menor presión aerodinámica. Así, fue que esta característica es un punto débil de la versión brasileña, debido a la menor captación de aire.
El Uno era un gran cambio sobre el rectilíneo 147, mejorando el coeficiente aerodinámico de 0,50 para apenas 0,36 (en Europa era de 0,34 porque la versión brasileña era 15 mm más alta) logrando mejor confort de marcha, seguridad activa y pasiva, visibilidad y posición de conducción, en que el volante ahora tiene una posición más "normal", menos horizontal. Muchos en Brasil se rieron del auto llamándolo "botinha ortopédica" (bota ortopédica) por la forma, bastante diferente de lo que se veía hasta entonces.
Otras alteraciones respecto del proyecto original, de orden mecánico, tenían que ver con una mejor "adaptación", como suelen decir las terminales, a las condiciones de los caminos de la zona, además de la adaptación de componentes del 147. De este, se adoptaron los motores de gasolina y 1.048 cc (52 CV, 7,8 kgf·m), para la versión Uno S, y de 1.297 cc (58 CV, 10 kgf·m) y alcohól (60 CV, 10 m.kgf), para las versiones S y CS. De razonables prestaciones (velocidad máxima entre 140 y 150 km/h), tenían una gran economía de combustible.
El Uno brasileño también adoptó del 147 su suspensión trasera independiente McPherson, con ballestón transversal. Fiat decía tener pruebas de que los amortiguadores del modelo original no durarían ni 5.000 km en uso intensivo, optando por cambiar toda la suspensión. Esto también hizo que la rueda de repuesto fuera a para al vano motor: no había espacio para la rueda bajo el maletero como ocurría en el Uno italiano en que quedaba entre los brazos del eje trasero.
Con la nueva suspensión, el Uno brasileño ganaba robustez, pero perdía confort de marcha y continuaba con las "mañas" del 147, al exigir alineamiento periódico de las ruedas traseras, so pena de desgaste prematuro de los neumáticos y baja estabilidad. Otra característica de esta suspensión era la tendencia a "abrirse" a medida que los muelles iban cediendo por la carga o por el mismo uso. Todo eso cambió en el Palio, que pasó a equipar el eje torsional del Punto.
La producción del Uno era un avance respecto del 147. En lugar de 470 operaciones de prensa para construir el monocasco, ahora se necesitaban apenas 270, reducción que significaba también menos soldaduras, aumentando a resistencia del conjunto.

### En Argentina
El Uno de primera generación fue fabricado en Argentina por Sevel desde 1989 hasta 1995, y Fiat Córdoba desde 1995 hasta 2004. Se produjeron en total 179.767 unidades. Fue reemplazado inicialmente por el Uno denominado Fire y posteriormente por el Uno de segunda generación (2010) hasta su cese de producción a finales de 2014.
A lo largo de su historia pasó de ser un vehículo con extenso equipamiento (versiones SCV y SCR) hasta ser el sustituto del Fiat Spazio con un equipamiento básico extremadamente ya que debía ser el modelo de entrada de gama (versión S). El último Fiat Uno antes del Fire en ofrecer equipamiento "full" fue el SX que como principal novedad poseía paragolpes y espejos en color carrocería, además de una nueva paleta de colores más atractivos y juveniles. Fue el último intento de Fiat por efrecer una versión "full" ante la inminente llegada de su sucesor, el Fiat Palio con el cual dicha versión llegó a compartir catálogo (año 1997) y poder competir un poco más a la altura contra rivales más modernos, como el recientemente lanzado Chevrolet Corsa y Renault Clio entre otros.
Como detalle  interesante, hubo algunas versiones que llegaron a ofrecer el moderno motor 1.3 Fire, pero la inmensa mayoría equipaba un 1.3 MPI.
- Fiat Uno 1988
- Rediseño 1992
- Rediseño 2004

SIGNIFICADO DE SIGLAS (1989-1997)
| S     | SL         | CL           | SCV                  | SCR                     | 1.6R       |
| ----- | ---------- | ------------ | -------------------- | ----------------------- | ---------- |
| Super | Super Lujo | Confort Lujo | Super Confort Veloce | Super Confort Restyling | 1.6 Racing |

Versiones por año:

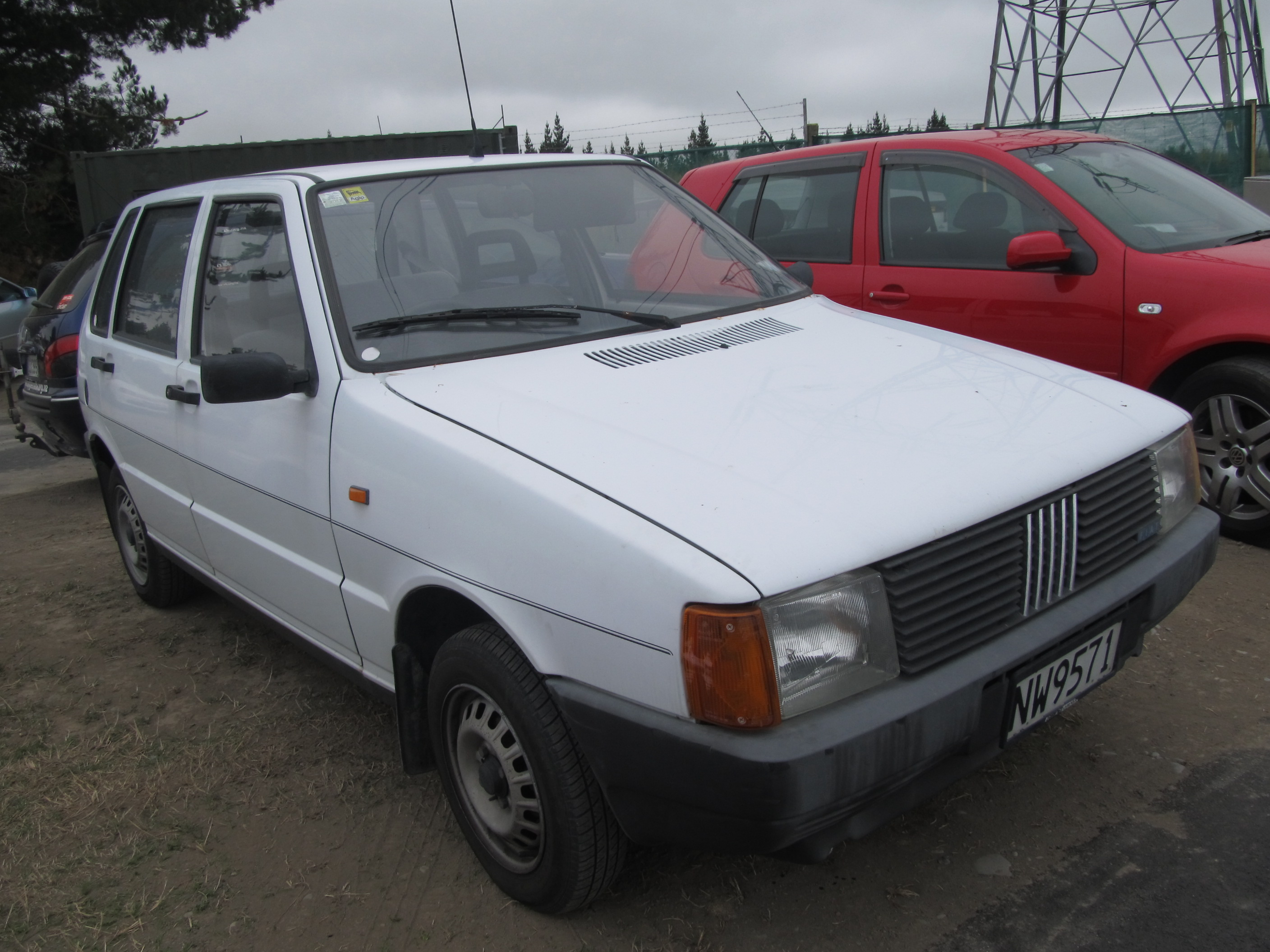
Fiat Uno 1988
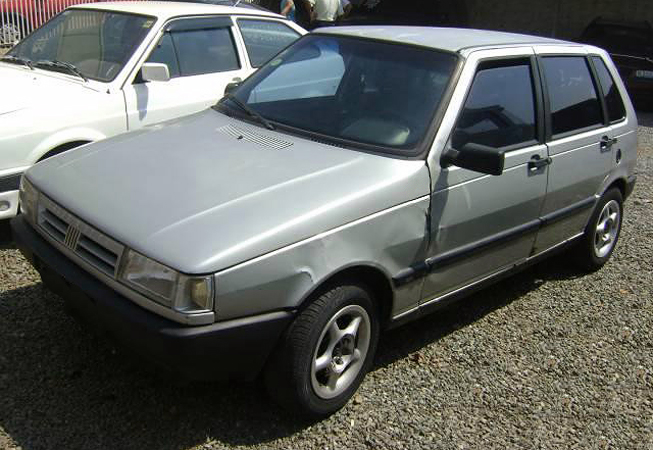
Rediseño 1992
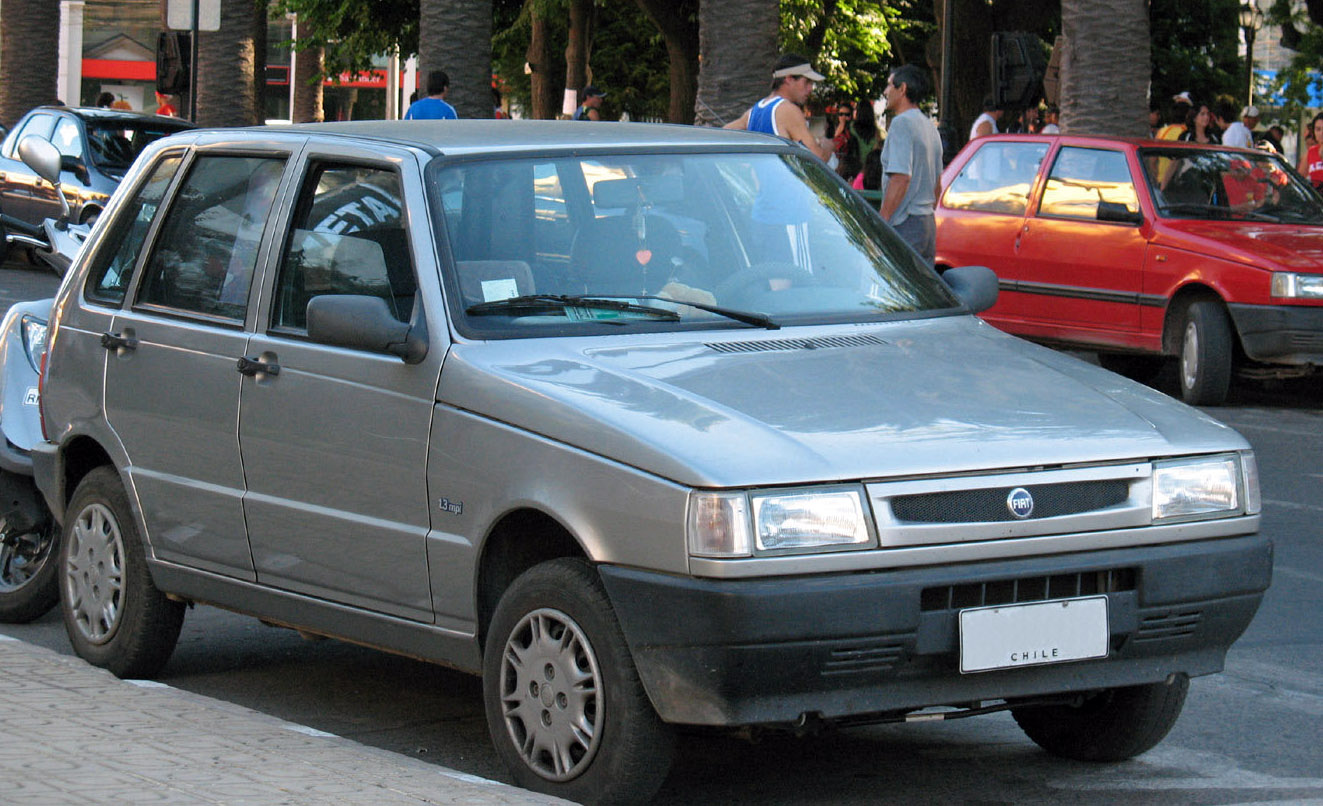
Rediseño 2004

- 1989: Lanzamiento oficial versión SCV 3 puertas motor 1.5L (1500 cc).
- 1990: Se incorpora la motorización Motor Tipo 1.6L (1580 cc), y versión de 5 puertas.
- 1993: Primer restyling (modificación del frontal). Llega la primera versión básica SL (tres puertas y Motor Tipo 1.4L (1372 cc) y la CL (con Motor Tipo 1.6 (1580cc).
- 1993: Se unifica la sigla SCV con la denominación brasileña SCR. Contaban con elevalunas eléctricos y aire acondicionado.
- 1995: Lanzamiento de la versión SCR que presenta un retoque en el diseño del salpicadero, Motor Tipo 1.6L (1580 cc), tres y cinco puertas.
- 1995: Se presenta la versión especial denominada Suite (5 puertas, aire A/C, servodirección e inyección electrónica)
- 1996: Lanzamiento del Uno S. Versión básica dotada de un propulsor Motor Tipo 1.4L (1370 cc). También se presenta la primera versión diésel de 1700 cc.
- 1997: Presentación del Uno SX. Motorización de 1372 cc con inyección electrónica SPI. También versión SX con motor 1.600 cc.
- 1999: Aparece el Uno Top. Equipa un motor de 1300 cc con inyección multipunto MPI incorporando también elevalunas eléctricos, aire acondicionado y llantas de aleación ligera.
- 2004: Aparece el Uno Fire que viene equipado con el nuevo motor FIRE 1.3L 8V (1242 cc) de 68 CV, 0-100 km/h en 13,2 segundos[9]
- 2010: Se lanza a la venta el Fiat Uno de segunda generación
- 2013: A finales de 2013 se discontinúa el Uno Fire al no poder equipar los elementos mínimos de seguridad que exigía la nueva legislación para el todo auto fabricado desde 2014 en el Mercosur
- 2016: Fiat Argentina decide quitar de la venta en el país al Fiat Uno de segunda generación.
- 2018: Vuelve el Fiat Uno de segunda generación en su versión Way, importado de Brasil.

### En España y U.E.
Las versiones comercializadas en España y U.E, fueron estas:
Primera fase: (1983 - 1989).
Gasolina.
- Uno 45 CL. Motor de 900 cc.
- Uno 45 Fire Brio. Motor Fire de 999 cc.
- Uno 45 S Fire. Motor Fire de 999 cc.
- Uno 60 S. Motor de 1.116 cc.
- Uno 70 SL. Motor de 1.301 cc.
- Uno 70 SL Selecta. Motor de 1.301cc. (Cambio Automático C.V.T.).
- Uno 70 SX. Motor de 1.301 cc.
- Uno 70 SX Digit. Motor de 1.301 cc.(Instrumentación Digital).
- Uno Turbo i.e. Motor de 1.301 cc.(105 - 118 CV). (Instrumentacion digital y analógica, específicas para este modelo).

Diésel.
- Uno 1.7 D. Motor de 1.697 cc y 58 CV.
- Uno TD. Motor de 1.367 cc y 72 CV.

Segunda fase: (1989 - 1995).
Gasolina.
- Uno 45 S Fire.
- Uno 45 Fire RAP.
- Uno 45 i.e.
- Uno 60 S.
- Uno 60 SX.
- Uno 70 SX.
- Uno 70 SX Selecta (cambio automático C.V.T.)
- Uno Turbo i.e.
- Uno 1.7 D.
- Uno TD.

Motores Fiat Uno serie II:
Gasolina.
- Uno 45. Motor Fire de 999 cc y 45 CV.
- Uno 60. Motor Fire de 1108 cc y 57 CV.
- Uno Selecta. Motor de 1116 cc y 58 CV.
- Uno 70. Motor de 1372 cc y 72 CV.
- Uno Turbo i.e. Motor de 1372 cc y 118 CV.

Diésel.
- Uno 1.7 D. Motor de 1.697 cc y 58 CV.
- Uno TD. Motor de 1.367 cc y 72 CV.

### Fiat Uno Fire/Mille (2004-2014) (158)

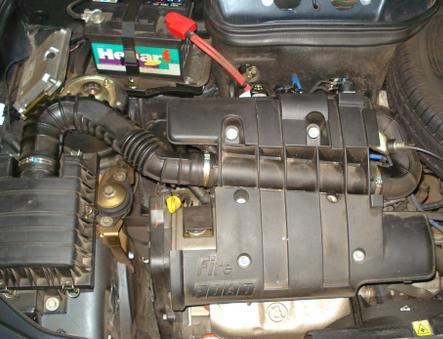
Motor 1.3 FIRE

Se vende en Brasil como "Fiat Mille", y en Argentina como "Fiat Uno Fire" un modelo de entrada a la marca, que recibió su última reestilización en 2009. La producción brasileña adoptó un nuevo motor 1.0 FIRE Flex, que permite al coche funcionar con alcohol o gasolina, puros o mezclados, además de una reciente versión preparada para caminos rurales llamada "Mille Way" que tiene una suspensión reforzada, mayor recorrido de suspensión, neumáticos sobredimensionados, protecciones laterales y un aspecto diferenciado con logotipos "Way".
En Argentina, Venezuela, Paraguay, Uruguay, y otros países sudamericanos, este mismo modelo es conocido como "Fiat Uno Fire", y equipa un motor FIRE 1.3 8V (1242 cc). También se oferta su derivado comercial (transporte de carga), el Fiorino, el cual equipa la misma motorización Fire 1.3 8V desde 2004.
Esta derivación (usa la plataforma del Uno) ofrece como opción en la versión de gasolina FIRE el equipo de gas natural comprimido, el cual le permite funcionar al motor con este combustible más económico que la gasolina. También se ofrece la versión comercial denominada en Argentina como "Uno Cargo", que es el Uno Fire tres puertas sin asiento posterior ni lunas laterales posteriores (son de chapa en el mismo color que la carrocería) y con una rejilla separadora del espacio de carga. También existe la versión "Way" que trae distinto tren de rodaje, protección con paragolpes al estilo "Adventure", mayor equipamiento, y un distintivo o adhesivo en las puertas con el logotipo "Way".
En el resto de los mercados sudamericanos, se comercializa con el nombre de Fiat Uno y se ofrece en versiones de dos volúmenes y tres o cinco puertas. En 2009 recibió el último rediseño parcial, con nuevo diseño de parachoques y parrilla que ahora incorpora el nuevo logotipo de la marca en fondo rojo con letras grises. El motor continúa siendo el conocido FIRE de 1.242 cc o simplemente 1.3 de 8 válvulas, presente también en otros modernos modelos de Fiat, como el nuevo Grande Punto. El equipamiento varía de acuerdo al país en que se comercializa. La versión más equipada incluye aire acondicionado, dirección asistida, elevalunas eléctricos, cierre centralizado, tercera luz de freno, radio con CD y MP3 y 4 altavoces, apoyacabezas en asientos traseros, cinturones de inercia delanteros, traseros de tres puntos laterales fijos, central abdominal,  cinturones delanteros inerciales, etc.
Mientras que la más básica se limita a equipar cuadro con cuentavueltas (tacómetro, recién con el último rediseño) calefactor de dos velocidades y pre-equipo de radio (compuesto de antena en el techo y cuatro altavoces).
Es de destacar que la versión con equipamiento "Way" está disponible en diversos mercados y no solamente en Brasil y Argentina.
En el final de su producción, equipó el mismo tablero completo (4 indicadores de aguja) pero con un tapizado más sencillo que en años anteriores.

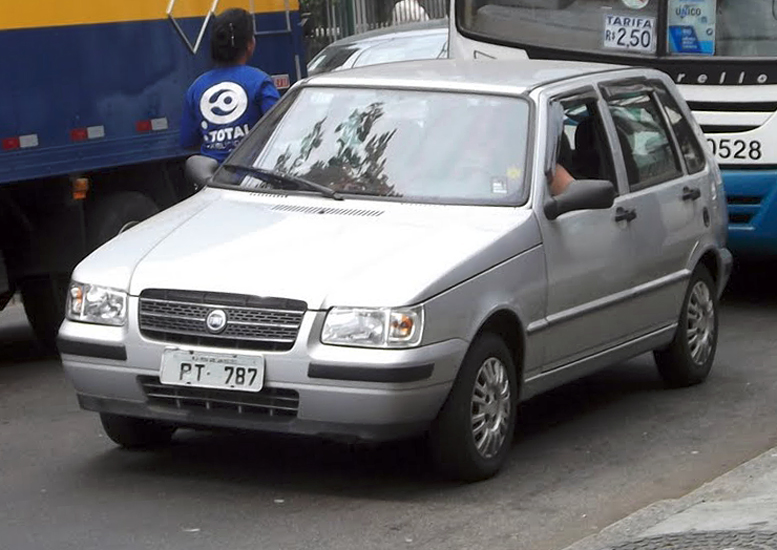
Fiat Uno Fire 5 puertas
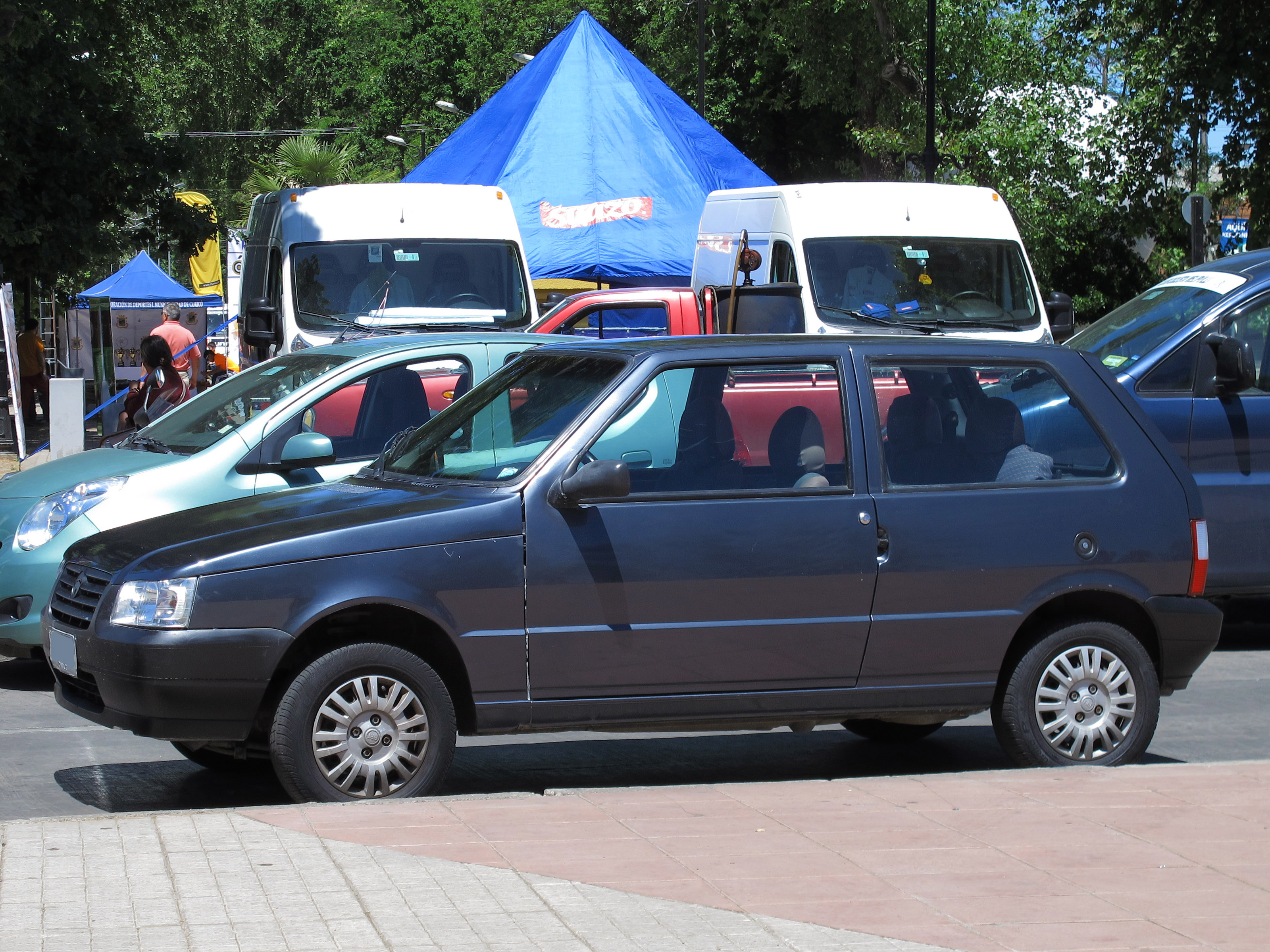
Fiat Uno Fire 3 puertas
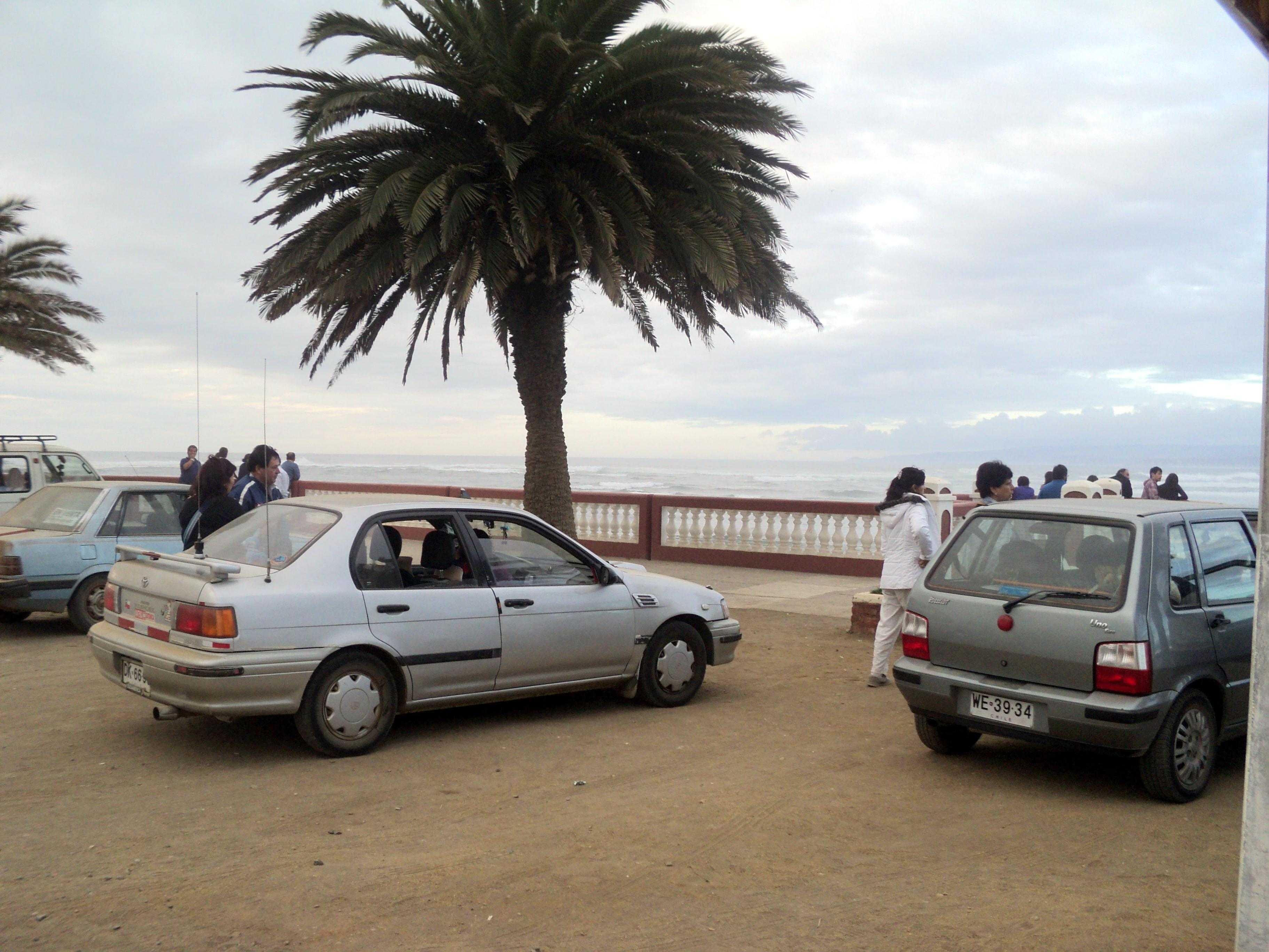
Fiat Uno Fire sector posterior

### Motorizaciones

#### Gasolina
FIRE
- 1.0 8v. Potencia máxima: 45 CV a 6000 rpm. Par máximo: 9,1 kgm a 2500 rpm.
- 1.1 8v
- 1.2 8v
- 1.3 8v. Potencia máxima: 68 CV a 5250 rpm. Par máximo: 11,3 kgm a 2250 rpm.

Fiassa
- 1.0 8v MPI
- 1.3 8v MPI
- 1.5 8v MPI

Sevel Argentina
- Motor Tipo 1.4 8v. Potencia máxima: 77 CV a 6000 rpm. Par máximo: 9,6 kgm a 3500 rpm.
- Motor Tipo 1.6 8v. Potencia máxima: 87 CV a 6000 rpm. Par máximo: 13,5 kgm a 3000 rpm.
- 1.4 8v SPI
- 1.6 8v SPI

Otros
- 1300 8v
- 1500 8v
- 1.3 8v MPI. Potencia máxima: 72 CV a 6000 rpm. Par máximo: 10,5 kgm a 2750 rpm.

#### Diésel
- 1.7 8v D. Potencia máxima: 60 CV a 4600 rpm. Par máximo: 12,8 kgm a 2900 rpm.
- 1.4 8v TD. Potencia máxima: 72 CV a 4500 rpm. Par máximo: 14 kgm a 2500 rpm.

## Segunda generación (70S 1989-1997)

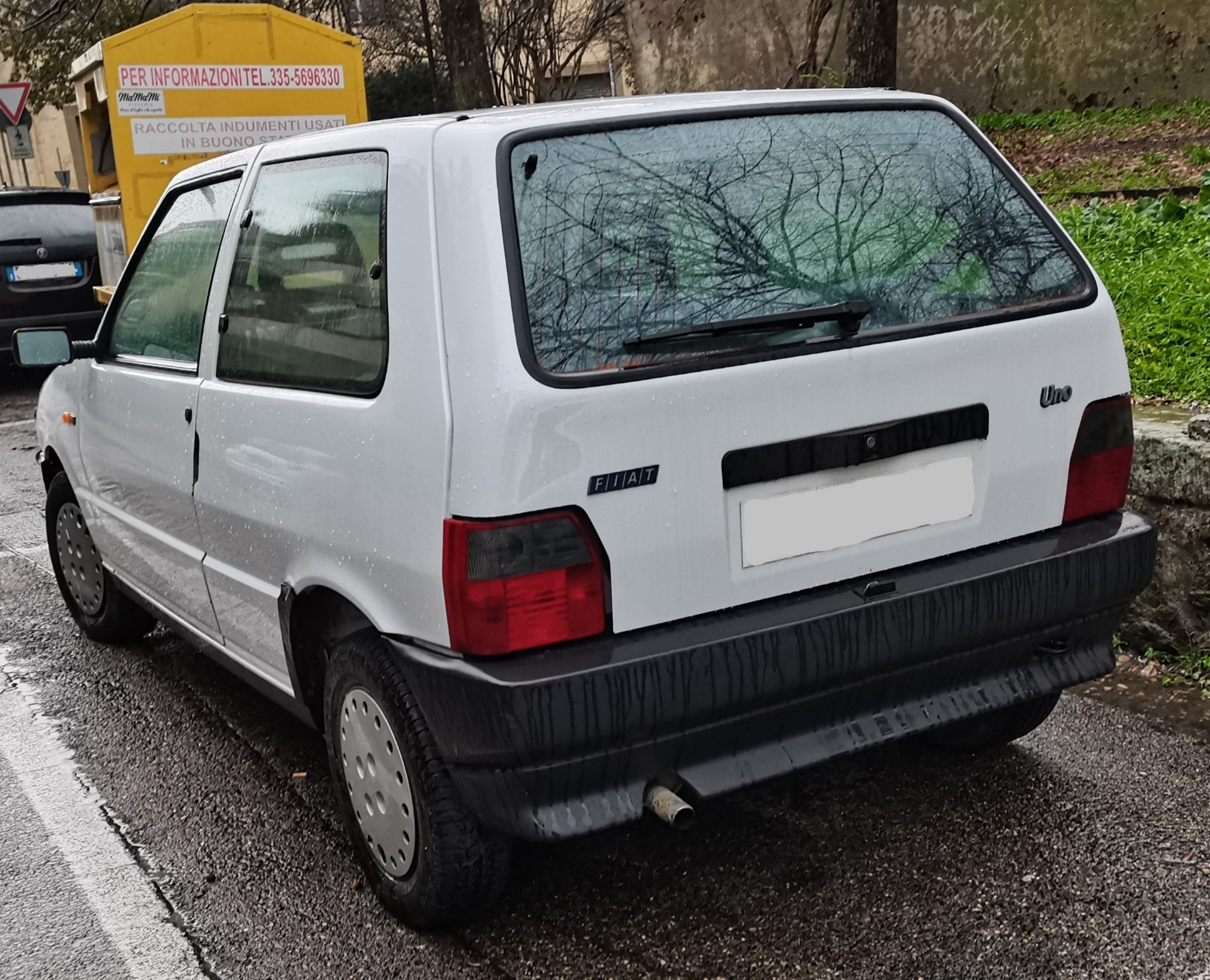
Vista posterior de un Fiat Uno 70S, 3 puertas.

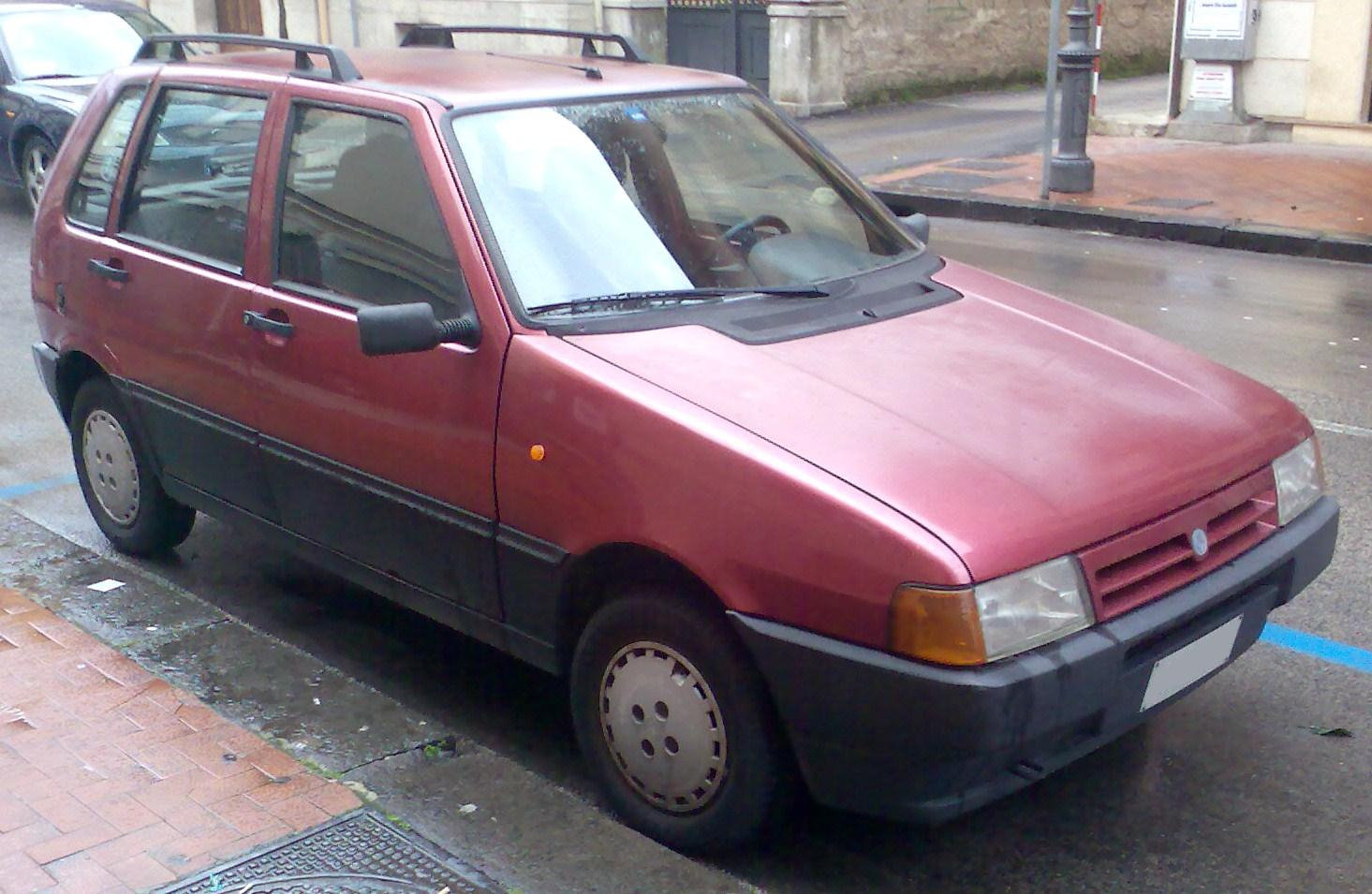
Innocenti Mille Clip

En 1989, Fiat renovó parcialmente el Uno en Italia, presentando una segunda generación que fue conocida como 70S. Este modelo fue una reinterpretación profunda al diseño presentado en 1983 y que a su vez, sentó precedente para sus sucesores. Para esta generación, el Uno recibió una fuerte alteración a sus líneas de diseño, conservando el estilo original con el que fue concebido, pero adoptando en este caso líneas suavemente curvadas en lugar de las líneas rectas. Al mismo tiempo, estrenaba un nuevo diseño de parrilla que fuera estrenado en el Fiat Tempra. El objetivo fue el de dar una leve actualización, con el fin de modernizar al producto. A simple vista, el Uno 70S hacía rememorar al Fiat Tipo lanzado dos años antes, compartiendo con este soluciones mecánicas, entre las que se incluyeron los motores Tipo de 1.4 y 1.6 litros de cilindrada. 
A diferencia de la generación anterior, este Uno se produjo exclusivamente en Italia para ser comercializado en el mercado europeo, aunque algunas unidades fueron exportadas y vendidas a Sudamérica, donde la primera generación todavía se producía con alta aceptación del público.
Su producción finalizó en 1995, siendo reemplazado por el Fiat Punto.

### Desarrollo
Aunque las ventas habían superado los 3 millones de unidades, FIAT presentó la segunda serie del Fiat Uno en el Salón del Automóvil de Frankfurt en septiembre de 1989. La realización de este restyling se decidió debido a los retrasos en el proyecto de un nuevo coche, basado en el proyecto de plataforma "trino" destinado a cubrir los segmentos de coches pequeños, proyecto que será abandonado poco después.
Su carrocería se diseñó similar a la del Tipo, a la venta desde hace poco más de un año (tanto que fue definido por los usuarios, para diferenciarlo de la serie anterior, como "Uno Tipino"), siendo así 4,5 cm más largo y con un coeficiente aerodinámico mejorado, ahora igual a un Cx de 0,29.
El nuevo frontal se caracterizaba por una parrilla más baja y estrecha, similar a la del Tipo, y grupos ópticos más delgados, en línea con el nuevo sentimiento familiar de la empresa. El paragolpes delantero tenía unas dimensiones más generosas. En los laterales aparecieron nuevas molduras y nuevos tapacubos que se diferenciaban según las versiones, pero fue la parte trasera la que recibió la mayor atención por parte de los estilistas de FIAT. El portón trasero se modificó y se hizo más macizo (parecido al del Tipo); el parachoques sufrió el mismo tratamiento; la luneta trasera era más grande con un limpiaparabrisas trasero articulado sobre el cristal. Finalmente, en los grupos ópticos traseros se pulieron los intermitentes de dirección y marcha atrás.
Esta segunda serie ofreció 9 versiones de motorización, 6 de gasolina y 3 diésel. También estuvo disponible en la versión Selecta, equipada con una transmisión automática CVT de variación continua. Característico de esta serie fue el prescindir de los motores de 1.116/1.301 cm³ derivados de Ritmo, sustituidos por los correspondientes del Tipo: el nuevo FIRE de 1.108 cm³ con carburador de 57 CV, y el de 1.372 cm³, que en el Uno recibió inyección electrónica monopunto (Uno 70). En lo que respecta al FIRE 999 cm³, se hizo compatible para su uso con gasolina sin plomo 95 RON, mediante una ligera disminución de la relación de compresión (de 9,8 a 9,5) y una calibración diferente del avance del encendido. Así, el motor se volvió menos vivaz, menos elástico y menos agradable de conducir. Incluso la versión Turbo i.e., creció hasta 1.372 cm³ y erogaba 116 CV, que en cambio bajaron a 111 en la versión catalizada. El Uno Turbo i.e. de segunda serie es reconocido exteriormente por llevar llantas de aleación específicas, el parachoques delantero más pronunciado con entrada de aire para el intercooler y el radiador de aceite, las luces traseras con cristales a rayas blancas/rojas, el perfil rojo en el parachoques y los estribos laterales con la inscripción Turbo i.e., mientras que internamente se reconoce por los asientos más perfilados, una instrumentación muy completa y un volante de tres radios tapizado en cuero.
La versión "base", además de las estándar con Fire 45 y durante un breve período 60 y los raros 1.0, 1.1 y 1.4 i.e., inicialmente era el Sting, propulsado por un motor inoxidable de 903 cm³ modificado para funcionar también con gasolina sin plomo, pero en julio de 1990 fue sustituido por la versión Trend, disponible con 3 puertas (todavía de 903 cm³, producida desde mayo de 1990 hasta finales de 1992) y 5 puertas (propulsada por un 994 cm³ brasileño, derivado de los 1.049 cm³ del 127 y producido de julio de 1990 a agosto de 1991). Entre ellos, también apareció una versión de 60 CV equipada con los mismos 1.116 cm³ brasileños que el Uno CS, catalogado desde finales de 1990 hasta finales de 1992.
También se presentó una versión Van que, junto con su homóloga brasileña (Uno Furgão) importada a partir de 1991 como Uno CS Van y disponible con motor diésel de 1.697 cm³, no tuvo mucho éxito. En 1992 se presentó el Uno FIRE, probablemente la versión básica más extendida, a la que se añadieron los niveles de equipamiento S y SX. 
Las versiones especiales fueron: 
- el Fiat Uno 45 Rap (aparecido en junio de 1991), una versión Base con el añadido de paragolpes a juego, techo corredizo completo, tapacubos de la versión S y un acabado interior especial (recubierto con la misma tela azul y negro, rayada en verde, usado en algunas versiones del "Panda Dance")
- el "Fiat Uno Rap Up", una versión con extras opcionales del Uno S, con la única diferencia de que el techo ya no se abre del todo, también con motor catalizado (producido desde junio de 1992 hasta finales de 1993 en versiones 1,0 i.e. y 1,4 i.e.); ambos se produjeron sólo en 4 variantes de color: blanco, verde, negro y azul (solo Rap Up); y estaban dirigidos a un público joven;
- el "Fiat Uno Hobby", disponible sólo con el motor FIRE 999, ofrecía techo corredizo y las bacas longitudinales, los asientos con tela específica y el volante de 4 radios del SX.
- Y el "Fiat Uno Suite", Destinado principalmente al mercado femenino, contó con acabados de alto nivel.

En 1993 se presentó la versión "Formula" con motores 1.4 gasolina y 1.4 turbodiésel, de carácter decididamente deportivo, caracterizado por su carrocería de 3 puertas, los parachoques en los pasos de rueda y los faldones laterales derivados del modelo "Turbo i.e." de 4 radios. llantas de aleación, calcomanía adhesiva con 2 banderas cruzadas con la inscripción "Formula" e interiores derivados del modelo "Turbo i.e."
La producción en Italia y las ventas bajo la marca FIAT finalizaron en octubre de 1995, después de haber apoyado a su sucesor, el Fiat Punto, durante casi un par de años. Sin embargo, en los dos primeros meses de 1994 todavía se vendieron unas cinco mil unidades.  Durante los 12 años que el Uno permaneció en producción en Italia, sólo en las fábricas de Turín se produjeron alrededor de 6 millones de ejemplares. A lo largo de su período de producción y venta, el Uno fue utilizado por las fuerzas policiales italianas tanto en la primera como en la segunda serie hasta bien entrada la década de 2000; algunas fuerzas policiales locales todavía utilizan algunos ejemplos raros de la segunda serie.

### Innocenti Mille y Mille Clip
A partir de 1994, durante la producción del Uno Segunda Serie, se ofrecieron en el mercado italiano algunos modelos bajo la marca Innocenti, la cual pasó a ser propiedad de Fiat y representaba una alternativa de bajo coste. Las versiones ofrecidas fueron:
- Innocenti Mille: El cual era el Fiat Mille EP (Extra Power) producido en Brasil e importado desde principios de 1994 hasta 1996.[15] Disponible con carrocería de 3 o 5 puertas, se destaca por un frontal nuevo (adoptado a partir de 1991 y común a todos familia de vehículos derivada del Uno brasileño), por las franjas plásticas del parachoques en los costados, las barras longitudinales en el techo y las decoraciones Innocenti, todos equipados con un motor de 994 cm³ ligeramente mejorado (de ahí el nombre EP) y ahora con sistema de inyección electrónica.[16]
- Innocenti Mille Clip: Se trata de la segunda serie del Fiat Uno producida en Polonia e importada a Italia desde junio de 1995 hasta octubre de 1997, junto con los últimos Uno Start y Conditionair durante unos meses y luego sustituyéndolos, a los que eran sustancialmente idénticos a excepción del decoraciones Innocenti y, también en este caso, listones de parachoques de plástico en los laterales y barras longitudinales en el techo. Estaban disponibles con 3 o 5 puertas y con un motor de 994 cm³ cumpliendo la normativa anticontaminación Euro 2. También estaba la versión 1.4 ie. S de 5 puertas, también Euro 2 y equipado con elevalunas eléctricos y aire acondicionado. Finalmente a estos se les sumó el 1.7 D 5 puertas, importado desde septiembre de 1995 hasta febrero de 1997. El punto fuerte de estos modelos fue el precio, que en el momento del lanzamiento era unos 3 millones de liras más bajo que el Fiat Punto de cinco puertas.[17] Con la presentación del exitoso Fiat Palio en noviembre de 1997, el Fiat Uno abandonó definitivamente el mercado italiano.

## Tercera  generación (2010-2021) (Tipo 326)
Tras anunciarse los planes del cese de producción de la primera generación del Uno en Sudamérica, Fiat Brasil decidió continuar con el uso de la nomenclatura Uno, para una nueva generación de coches. El nuevo auto en cuestión fue presentado el 8 de mayo de 2010, siendo puesto a la venta en el segundo semestre de ese año.
Para su desarrollo, se adoptó la plataforma del Fiat Palio (tipo 326) incluyendo el mismo motor Fire EVO 1.4 8v. El diseño exterior estaba inspirado en el Panda europeo pero con una carrocería de mayor tamaño y un entre ejes más amplio. Al igual que su predecesor, fue fabricado en las líneas de montaje de Fiat Betim en Brasil.
Este nuevo vehículo cumple la reglamentación de varios mercados al equipar ya de serie elementos de seguridad tales como airbag y ABS. Elementos que en el momento de su presentación no estaban presentes en el Uno al que sustituye, ni siquiera como opción.
Cuenta con una amplia gama de opciones para que cada cliente personalice su automóvil según sus propios gustos, como ya sucediera con la segunda generación del Fiat 500 en Europa.
El equipamiento que tiene disponible de serie o en opción es amplio: ABS, doble bolsa de aire, aire acondicionado, alarma, apoyacabezas traseros, asiento trasero abatible, barras longitudinales en el techo, cierre centralizado, columna de dirección regulable en altura, servodirección, faros antiniebla, llantas de aleación ligera, radio CD con MP3 o puerto USB entre otros. En 2013 se presentó la versión furgoneta, el Uno Fiorino.

### Relanzamiento del Uno de tercera generación en Argentina

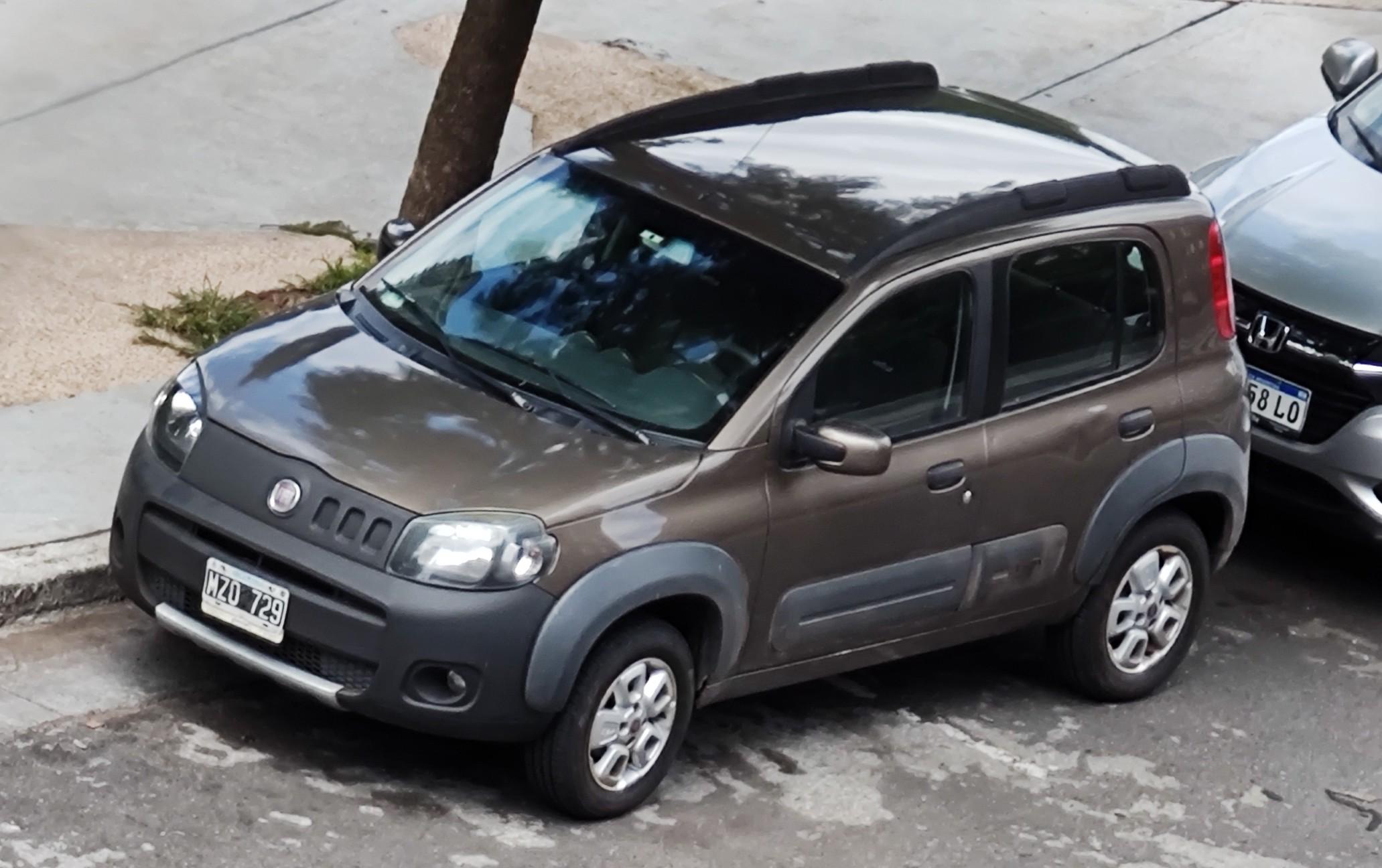
Fiat Uno Way, año 2013.

Luego de una ausencia de casi dos años, el modelo que supo ser entrada de gama de Fiat fue relanzado en una única versión denominada Way. El mismo presentó como novedad cambios estéticos en los faros, parrilla y paragolpes. Esta versión Way posee como exclusivas molduras laterales, barras de techo, llantas de aleación ligera exclusivas de esta versión y protectores de guardabarros en plástico negro sin pintar, soluciones con las que la marca intenta darle un aspecto de tipo aventurero. 
Internamente ofrece un espacio interior acorde con su tamaño y segmento (B). Incorpora como accesorios apoya brazos para el conductor, apertura interna del tanque de combustible y baúl, asiento trasero rebatible, espejos retrovisores eléctricos y sensores de estacionamiento traseros. Agrega un sistema multimedia con pantalla táctil de 6,2 pulgadas que incluye navegador satelital, puerto USB, comandos por voz y conectividad bluetooth.
Mecánicamente, está equipado con el motor Firefly 1.3 litros con cuatro cilindros en línea, distribución variable y 99 cv, que se acopla a una caja manual de 5 velocidades.
En materia de seguridad, cuenta con un sistema de frenos ABS con distribución electrónica de frenado (EBD), 2 airbags frontales, control electrónico de estabilidad (ESC), ganchos isofix para sillas infantiles, sistema de asistencia al arranque en pendiente (HLA) y sistema de monitoreo de presión de neumáticos.
El Fiat Uno Way vino disponible en 6 colores.

### Ficha técnica del NUEVO Fiat Uno (Argentina)
| Nuevo Fiat Uno                        | Attractive                                                                                     | Way 2018                                                                                       |
| ------------------------------------- | ---------------------------------------------------------------------------------------------- | ---------------------------------------------------------------------------------------------- |
| Motor                                 | FIRE Evo 1,4l 85 CV                                                                            | 1.3 FIREFLY                                                                                    |
| Carrocería                            | 5 puertas                                                                                      | 5 puertas                                                                                      |
| Combustible                           | Gasolina                                                                                       | Gasolina                                                                                       |
| Cilindros / Cilindrada total          | 4 / 1.368 cm³                                                                                  | 3 / 1.332cm³                                                                                   |
| Relación de compresión                | 12,35:1                                                                                        | 11,1:1                                                                                         |
| Potencia Máxima/Régimen               | 85 CV/ 5.750 rpm                                                                               | 99 cv / 6.000                                                                                  |
| Par máximo/Newtons/Régimen            | 12,4 Nw/metro a 3.500 rpm                                                                      | 13 Nw/metro a 4.000 rpm                                                                        |
| Distribución                          | Un árbol de levas en culata comandado por correa dentada, 8 Válvulas                           | Un árbol de levas en culata comandado por cadena, 8 Válvulas, distribución variable            |
| Alimentación                          | Inyección electrónica multipunto                                                               | Inyección electrónica multipunto                                                               |
| Encendido                             | Electrónico digital incorporado a la inyección                                                 | Electrónico digital incorporado a la inyección                                                 |
| Dirección                             | De piñón y cremallera, con doble asistencia eléctrica y sensor de posición.(Función City)      | Asistencia eléctrica con piñón y cremallera                                                    |
| Suspensión                            | Independiente con brazos oscilantes transversales, resortes helicoidales, barra estabilizadora | Independiente con brazos oscilantes transversales, resortes helicoidales, barra estabilizadora |
| Frenos delanteros                     | De discos macizos                                                                              | De discos macizos                                                                              |
| Frenos traseros                       | De tambor                                                                                      | De tambor                                                                                      |
| Longitud                              | 3,77 m                                                                                         | 3,82 m                                                                                         |
| Anchura                               | 1,63 m                                                                                         | 1,65 m                                                                                         |
| Altura                                | 1,48 m                                                                                         | 1,55 m                                                                                         |
| Capacidad del maletero                | 280 L                                                                                          | 290 L                                                                                          |
| Capacidad del depósito de combustible | 48 L                                                                                           | 48 L                                                                                           |
| Peso en orden de marcha               | 895 kg                                                                                         | 1052 kg                                                                                        |
| Tracción                              | Delantera                                                                                      | Delantera                                                                                      |
| Embrague                              | Monodisco en seco. Mando hidráulico                                                            | Monodisco en seco. Mando hidráulico                                                            |
| Caja de cambios                       | 5 hacia adelante y marcha atrás                                                                | 5 hacia adelante y marcha atrás                                                                |
| Relación transmisión diferencial      | 4067                                                                                           | 3909                                                                                           |
| Velocidad punta                       | 170 km/h                                                                                       | 165 km/h                                                                                       |
| Aceleración 0 a 100 km/h              | 11,1 s                                                                                         | 11,2 s                                                                                         |